# Great River Amazon Raft Race
El Great River Amazon Raft Race (GRARR) o la Carrera Internacional de Balsas, realizada en 1999 por primera vez, es una carrera de balsas anual internacional organizada por el Amazon Rafting Club con sede en Iquitos. El evento fue creado por el iquiteño nacido en Inglaterra Mike Collis. La carrera está considerada uno de los espectáculos deportivos más importantes en la Amazonia y a nivel mundial, y nombrado como una de «las carreras más grandes para ver en vivo». Además, está considerada la carrera de balsas más difícil y larga del mundo.

## Historia
El Great River Amazon Raft Race fue creado por Mike Collis, un inglés que se trasladó a Iquitos desde Birmingham, Inglaterra para vivir permanentemente. La primera edición de la carrera se realizó el 29 de julio de 1999. Collis ideó la carrera luego que el director de Turismo le consultará una forma para promocionar la Amazonia. En la primera edición, 23 equipos participaron con una trayectoria desde Santa Clara a Bellavista-Nanay, Punchana, Iquitos. En la siguiente edición, realizada en 2000, participaron 60 equipos proviniendo de 14 países recorriendo en el mismo trayecto.
En 2003, la trayectoria de la carrera se extendió, y partió de Nina Rumi a Bellavista-Nanay. El formato de la carrera continuó en 2004 y 2005, y se animó para tener al grande en 2006, con 11 países. En 2007, el Great River Amazon Raft Race atrajo competidores de Australia, Estados Unidos, Inglaterra, Escocia, Perú, Canadá, Suiza, Nueva Zelanda, Holanda, Alemania, and México. Hasta el 2012, se convirtió en la carrera más grande de todas las carreras de balsa del mundo.

## Itinerario
Todos las ediciones del Great River Amazon Raft Race siguen la misma rutina, y en cada una tal vez varíe la hora y el día. Los equipos permanecen en el The Amazon Explorers Club, en Iquitos en el día anterior a la competencia. Al día siguiente, todos los competidores viajan en bus a Nauta por la ruta departamental LO-103 por dos horas, donde son recibidos en la Plaza de Armas de la ciudad. En la tarde del mismo día, los equipos cruzan el río Marañon hacia la Isla de Pescadores para construir sus balsas.
Al tercer día, todos los equipos se transportan a Porvenir, una villa aislada, donde inician la primera etapa del GRARR y llegan a Tamshiyacu en un tiempo de 6 horas. En el cuarto día, partiendo de Tamshiyacu, la segunda y última etapa del GRARR se realiza y los equipos compiten recorriendo hasta la meta en el Club Caza y Pesca, en el distrito de Punchana, Iquitos Metropolitano en 5 horas. El trayecto completo de la carrera se realiza en el río Amazonas.

## Países
A continuación una lista de los países que han participado y/o han sido representados en la carrera:
| - Alemania - Australia - Bélgica - Canadá - Escocia - Estados Unidos - Francia - Países Bajos - Inglaterra | - Irán - Irlanda - México - Nueva Zelanda - Perú - Reino Unido - Sudáfrica - Suiza |

## Ganadores
| Año  | Equipo ganador                | País de procedencia |
| ---- | ----------------------------- | ------------------- |
| 1999 | --                            | --                  |
| 2000 | --                            | --                  |
| 2005 | Los Increìbles                | Padre Cocha, Perú   |
| 2006 | South American Explorers Club | Quito, Ecuador      |
| 2007 | Los Invincibles               | Padre Cocha, Perú   |
| 2008 | Easy Living                   | Estados Unidos      |
| 2010 | Increíbles                    | Padre Cocha, Perú   |
| 2011 | --                            | --                  |
| 2012 | Los Lobos Marinos             | Padre Cocha, Perú   |
| 2019 | Kantoshi                      | Lima, Perú          |

## Reglas
| - El equipo solo puede tener cuatro integrantes. - La sustitución es permitida, pero con una penalización de tiempo de 2 horas a la sustitución. - Las balsas se construirán por cada equipo con un mínimo de 8 maderas de balsa (topas) no menos de 5 metros de longitud. - Solo el primer metro y el último de las topas pueden ser grabados en los puntos. - Solo paletas (sin palas de doble hoja), sin remos, sin motor, sin velas, sin remolque. - Los chalecos salvavidas se deben usar en todo momento, durante la navegación. - Los equipos no deben interferir o impedir el progreso de otros equipos. - No está permitido bebidas alcohólicas ni sustancias tóxicas. | - Pasada las 5 p. m. toda balsa será remolcado a la línea de meta, con una penalización de tiempo de 2 horas. Cualquier equipo al rechazar el remolque, no se le permitirá competir al día siguiente. - A cada equipo se le asignará un número de serie que se debe mostrar en la balsa en todo momento. - Cada participante deberá firmar un documento de contrato de riesgo antes que se les permita participar en la carrera. - La decisión del jurado será inapelable. |